# 福翠里
25°01′44″N 121°29′00″E / 25.0288075°N 121.4834647°E
福翠里為台灣新北市板橋區轄下之一里，面積約0.131平方公里。昔時江子翠地區，民國58年原編制是嵐翠里，63年里分編為福翠里。本里原本是板橋區第一座社區，原名五福新村，名聞全台之大同水上樂園建在旁邊，同時使周邊繁榮起來。後大同水上樂園改建為音樂公園，內有露天舞台、噴泉、荷蘭鐘、遊樂設施、涼亭、室外體健設施等。